# Manantial Nongfu

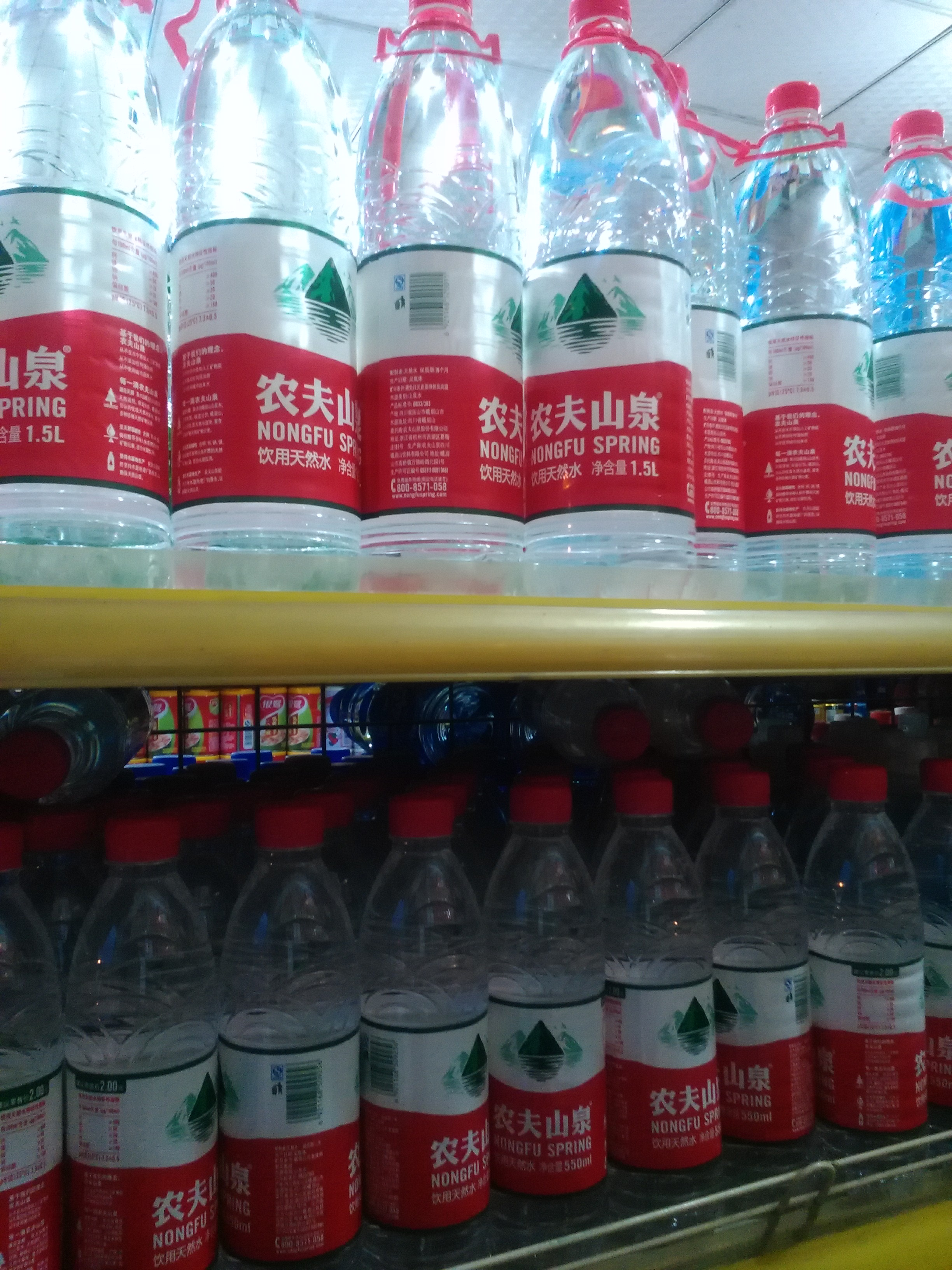
Botellas de agua

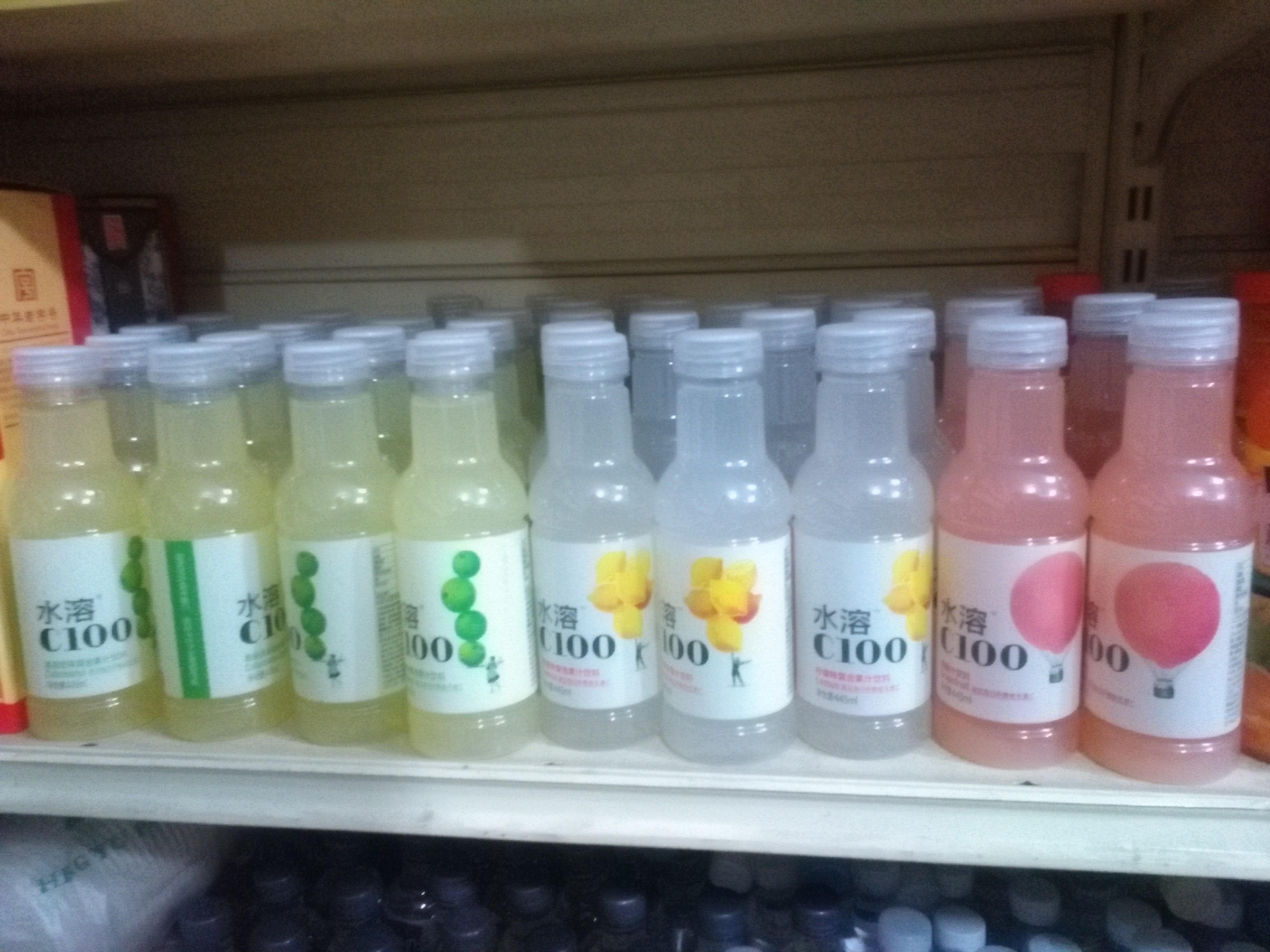
Shuirong C100

Manantial Nongfu (en chino, 农夫山泉; pinyin, Nóngfū Shānquán) es una empresa china de agua potable y bebidas embotelladas con sede en el distrito de Xihu (Hangzhou).   Es propiedad de su fundador y actual presidente Zhong Shanshan. 
Según su prospecto,  en 2019 sus ingresos alcanzaron los 24.000 millones de yuanes (3.400 millones de dólares), frente a los 20.470 millones de yuanes del año anterior, así como unos beneficios de 4.950 millones de yuanes, un aumento del 20,6% con respecto a los 3.610 del año anterior.
A través de su política de crecimiento y adquisición, se ha convertido en la mayor empresa de agua embotellada de China y uno de los tres principales productores en el mercado de té y jugos embotellados. 

## Nombre
Su nombre completo es en chino simplificado, 农夫山泉股份有限公司; en chino tradicional, 農夫山泉股份有限公司; pinyin, nóng-fū shān-quán gǔ-fèn yǒu-xiàn gōng-sī. Nóngfū (农夫) significa campesino y Shān quán (山泉) manantial de montaña. 

## Historia
La empresa fue fundada el 26 de septiembre de 1996.  Lanzó su primer producto de agua potable envasada en 1997 con agua procedente del lago de las Mil Islas de la provincia de Zhejiang. Se convirtió en la sociedad anónima Nongfu Spring Co., Ltd en 2001. 
Según Reuters, presentó una oferta pública de venta  en la Bolsa de Hong Kong  que recaudó aproximadamente mil millones de dólares al fijar el precio de su oferta pública inicial en 21,50 HKD por acción, el extremo superior de su rango de su OPV.
Desarrolló y lanzó una gama de bebidas, incluidas Farmer's Orchard, Scream y Oriental Leaf, y utilizó eslóganes de marketing, en particular "un poquito dulce" para lograr un efecto popular. 

Según datos de investigación de Nielsen, el agua natural de Manantial Nongfu se convirtió en 2012 en el agua embotellada más popular en China. 
El 10 de abril de 2013, el Beijing Times acusó a la empresa de no haber adoptado los estándares nacionales chinos para el agua y, en cambio, adoptar los estándares mucho más bajos de la provincia de Zhejiang. Esto inició una disputa entre la empresa y el periódico.  En noviembre de 2013, la empresa acusó a Beijing Times de difamación y presentó una demanda ante el Segundo Tribunal Popular Intermedio de Beijing contra el periódico.
El presidente de la empresa, Zhong Shanshan, anunció una nueva estrategia para diversificar la empresa y globalizar las operaciones en 2016.  Manantial Nongfu forma parte del grupo de empresas Yangshengtang,  que también incluye a las empresas farmacéuticas Beijing Wantai  y Productos farmacéuticos Hainan Yangshengtang. 
En 2018, las botellas de la marca se utilizaron en una exposición llamada 'Nongfu Spring Market' del activista y artista de performance Nut Brother, para llamar la atención sobre la contaminación que se produce en las aldeas rurales.    
El patrocinio de deportes importantes se ha convertido en una característica del su marketing,  en 2019 Nongfu Spring firmó un acuerdo de dos años con la Federación Internacional de Natación (FINA) como socio para los principales eventos de 2020 y 2021.
Nongfu Spring incluye en su catálogo bebidas de café y té, productos de frutas, yogur y arroz.  La compañía anunció que sus ingresos y ganancias netas disminuyeron en los tres meses que terminaron el 31 de marzo de 2020, en comparación con el mismo período de tres meses en 2019 debido a la pandemia de COVID-19. Las plantas de producción de la parte continental, cerradas durante las vacaciones del Año Nuevo chino, volvieron a funcionar con normalidad. 

## Productos
Su primera agua potable envasada se lanzó en 1997. La empresa dejó de eliminar minerales naturales de su agua embotellada en 1999 y comercializó sus productos de agua con la etiqueta de "agua natural".  Actualmente su agua  proviene de 10 fuentes naturales de agua en toda China.  Actualmente está finalizando la compra de su primera fuente de agua e instalación de producción en el extranjero: Otakiri Springs en Nueva Zelanda. 
- En 2003, lanzó su gama Nongfu Orchard de bebidas de frutas con cereales de frutas. Al año siguiente, se dirigió al mercado adolescente con su gama de bebidas 'Scream' mientras buscaba ampliar su base de consumidores. [11]
- En 2008, lanzó la bebida con vitamina C soluble en agua, Shuirong C100. [25]
- En 2010, lanzó la bebida "Victory Vitamin Water". [26]
- En 2011, lanzó "Oriental Leaf", una bebida de té sin azúcar. [27]
- En 2012, se lanzó la serie de bebidas de té con leche "Whisked Milk Tea". [28]
- En 2014, la empresa lanzó sus naranjas 17,5°, su primera entrada en el mercado de la fruta y una ampliación de su oferta de productos. [29]
- En 2015, comenzó a comercializar el agua mineral "Manantial Nongfu" (en botellas de vidrio), agua potable natural "Manantial Nongfu" (adecuada para bebés y niños pequeños) y agua mineral  "Manantial Nongfu Spring" con tapón deportiva. [30]
- En 2016, el agua mineral "Manantial Nongfu" (edición limitada del año del mono), 17,5°NFC (no procedente de concentrado), zumo de naranja y manzana 100%, té π (té con sabor a frutas), refresco con sabor a frutas. Manantial Nongfu 100% NFC Jugo de naranja, jugo de manzana, plátano y jugo mezclado de mango.
- En 2018, en respuesta a la demanda de los consumidores, la empresa amplió su gama de productos de agua natural para incluir un barril desechable de 12 litros. [11]
- En 2019, Manantial Nongfu ingresó al mercado del café por primera vez con su gama de productos de café TanBing. [11]